# Jandson dos Santos
Jandson dos Santos, mais conhecido como Jandson, (Maruim, 16 de setembro de 1986), é um ex-futebolista brasileiro que atuava como atacante.

## Carreira
Jandson iniciou sua carreira atuando nas categorias de base do Ceará, passou pelo Uniclinic também do estado do Ceará, até aparecer no Criciúma. Pelo time de Santa Catarina, atuou por um ano e transferiu-se para o Avaí em 2005 ainda nas categorias de base. No time de Florianópolis, tornou-se profissional e foi emprestado ao Ramat Gan de Israel, aonde teve sua primeira experiência no futebol internacional.
Jandson passou ainda, também por empréstimo junto ao Avaí, por Novo Hamburgo e Juventude. No ano de 2010, participou da campanha do Avaí na conquista do Campeonato Catarinense atuando em quatro partidas e marcando um gol.
No metade do primeiro semestre de 2010, foi novamente emprestado, desta vez para o América Mineiro para a disputa do Campeonato Brasileiro da Série B. Com o time mineiro, conquistou o acesso à Série A de 2011, mas seu contrato não foi renovado ao final da temporada e ele retornou ao Avaí, sendo, logo após, diretamente emprestado ao Grêmio Prudente. Sua estréia foi na primeira rodada do Campeonato Paulista contra o São Bernardo, apesar da derrota por 3–1, Jandson estreou com um gol marcado. Gol este que também foi o primeiro oficial do ano de 2011 para o Grêmio Prudente. Após um ano de rebaixamento no Campeonato Paulista e até então uma modesta campanha na Série B com o Grêmio, Jandson deixa o clube e assina com o Feirense de Portugal. No final do ano de 2011, Jandson assina contrato com o time do Lajeadense para a disputa do Campeonato Gaúcho de 2012. Em uma competição cheia de altos e baixos do time do Lajeadense, o time terminou o campeonato em nono lugar e atingiu o seu primeiro objetivo que era permanecer na elite do estado. Jandson atuou em 11 partidas no campeonato e anotou 3 gols.
Para a sequência da temporada de 2012, o Lajeadense emprestou Jandson ao Brasiliense, aonde o jogador disputaria a Série C do Campeonato Brasileiro. Ao final da temporada, Jandson volta ao Lajeadense para a disputa do Campeonato Gaúcho de 2013, aonde o time conquistou o vice-campeonato e a vaga para a Série D. Na sequencia, o Lajeadense emprestou Jandson para atuar no Najran Sport Club da Arábia Saudita por uma temporada. Sua estreia pelo time saudita aconteceu no dia 23 de agosto de 2013, quando o Najran saiu derrotado por 2–0 para o Al-Nassr, em jogo válido pelo Campeonato Saudita de Futebol. O seu primeiro gol pelo clube saudita aconteceu no dia 21 de setembro, e Jandson já tratou de marcar logo dois na vitória fora de casa contra o Al-Shoalah. No dia 25 de janeiro de 2014 Jandson marcou um hat-trick, no jogo em que o Najran goleou o Al Nahda por 5 a 1. Ao final da temporada o Narjan conquistou o seu objetivo, conquistando a 11ª colocação e permanecendo na primeira divisão do Campeonato Saudita de Futebol. Para a temporada seguinte, apesar de já ter disputado três partidas pelo campeonato saudita, o Najran anunciou a volta de Jandson ao clube.

## Títulos
Uniclinic
- Campeão Cearense Sub-18: 2002

Avaí
- Campeão Catarinense Juvenil: 2003
- Campeão Catarinense Juniores: 2005
- Campeonato Catarinense - 2010

Hakoach Ramat Gan
- Campeão da Segunda Divisão Israelense: 2007-2008

Buriram United
- Campeão da Toyota League Cup: 2015
- Campeão da Copa da Tailândia de Futebol: 2015